# Thaumastopeus westwoodi
Thaumastopeus westwoodi är en skalbaggsart som beskrevs av Conrad Ritsema 1893. Thaumastopeus westwoodi ingår i släktet Thaumastopeus och familjen Cetoniidae. Inga underarter finns listade i Catalogue of Life.